# Altirhinus
Altirhinus kurzanovi ("Kurzanovs höga nos") är en art av dinosaurier som tillhörde släktet Altirhinus, en iguanodontid från äldre delen av kritaperioden i det som idag är Mongoliet. Den var en växtätande dinosaurie som sprang på bakbenen, men gick troligen ned på frambenen också då den betade från marken. Den blev troligen runt 7-8 meter lång från nos till svanstipp. Kraniet mätte runt 76 cm och hade en bred mun och ett särskiljande, högt valv på toppen av nosen. Detta har givit den dess namn.

## Namn
Namnet sattes ihop år 1998 från det latinska ordet altus, som betyder 'hög', och det grekiska ordet ρηινος/rhinos, som betyder 'nos' eller 'näsa'. Det finns en känd art, A. kurzanovi, vars epitet hedrar Sergei Kurzanov, den inflytelserike ryske paleontologen som ursprungligen fann det första exemplaret år 1981.

## Fynd
Alla kända exemplar av Altirhinus påträffades år 1981 av samverkande expeditioner organiserade av forskare från Sovjetunionen och Mongoliet. Fynden gjordes i Khukhtek-formationen i provinsen Dornogobi i Mongoliet. Khukhtek skapades under aptian- till albianepokerna under äldre krita, vilka varade mellan 121 och 99 miljoner år sedan. Psittacosaurus och den primitiva ankylosauriden Shamosaurus har också hittats i dessa klippor.
Man känner till flera fossila exemplar från olika tidsåldrar och storlekar av Altirhinus. Holotypen är ett kranium vilket är väl bevarat på den vänstra sidan såväl som några delar av händerna, fötterna, skulderbladen och bäckengördeln. Ett mer fragmentariskt kranium hittades också, tillsammans med några revben, bitar av ryggkotor och en komplett arm. Ett tredje exemplar, en mindre individ, hade många ben efter lemmarna och en serie av 34 svanskotor. Två än mindre fullständiga skelett, antagligen efter två yngre individer, blottlades i närheten.
Resterna av detta djur hänvisades ursprungligen till arten Iguanodon orientalis som först beskrevs år 1952 av Rozhdesvensky. Namnet "I. orientalis" gavs ursprungligen till ett käkfragment från Mongoliet. Emellertid har arten sedan dess visat sig vara för ofullständig, och kan verkligen inte särskiljas från den europeiska arten I. bernissartensis (Norman, 1996). Då inga drag av I. orientalis delas med exemplaren från 1981, vilka tydligt kan särskiljas från Iguanodon, behövdes ett nytt namn för dessa exemplar. Den brittiske paleontologen David B Norman döpte den till Altirhinus kurzanovi år 1998.

## Klassificering
Altirhinus är definitivt en långt utvecklad iguanodontid, precis basal till familjen Hadrosauridae, men det finns mycket liten enighet om ordnandet av släkten och arter inom detta område av de fågelhöftade dinosauriernas släktträd.
I den ursprungliga beskrivningen inkluderades Altirhinus med Iguanodon och Ouranosaurus i familjen Iguanodontidae (Norman, 1998). Dock har alla aktuella analyser funnit att Altirhinus är mer derived än någon av dessa två släkten, men mindre än Protohadros, Probactrosaurus och hadrosauriderna (Head, 2001; Kobayashi & Azuma, 2003; Norman, 2004). De två förstnämndas studier placerar också Eolambia mellan Altirhinus och hadrosauriderna, medan Normans analyser visar att de delar en klad.
Fukuisaurus är bara basal till Altirhinus i enlighet med den enda analys i vilken den föregående har inkluderats (Kobayashi & Azuma, 2003).

## Paleobiologi
Många aspekter av Altirhinus' anatomi tillåter spekulationer om dess beteende.

### Förflyttning
Då dess armar var runt hälften så långa som dess ben verkar Altirhinus huvudsakligen ha tagit sig fram genom att gå på bakbenen. Emellertid var dess handlovar tjocka och hopvuxna, och de tre mellersta fingrarna var breda, förlängda och slutade i hovlika ben. Detta antyder att armarna också var kapabla att hålla uppe en större vikt. Som andra ornithopoder kan Altirhinus ha tillbringat större delen av dygnet på alla fyra, kanhända då den åt från marken.

### Att äta
Medan de tre mellersta fingrarna på varje hand var tjocka och antagligen byggda för att bära upp stora vikter, var de yttre två fingrarna modifierade på ett annat vis. Det första fingret, tummen, var utvecklad till en skarp tumtagg, såsom hos Iguanodon. Tumtaggen användes inte bara till försvar, utan antagligen även till att knäcka skalen på frön och frukter. Det femte fingret, lillfingret, var rörligare än resten av handen och kan ha använts till att gripa tag i växtdelar.
Det finns ett stort diastema, eller mellanrum, mellan näbben av keratin i främre delen av munnen och de sönderdelande tänderna i sidan av munhålan. Detta skulle kunna tillåta de två sektionerna att arbeta oberoende av varandra, det vill säga att Altirhinus kunde beta med sin näbb samtidigt som den tuggade. Många växtätande däggdjur uppvisar en liknande adaptation och kan beta av växter med framtänderna utan att detta stör deras tuggande molarer. Altirhinus hade ett stort batteri utbytbara tänder och representerade antagligen höjdpunkten av kraniets utveckling och komplexitet hos ornithopoderna. Dessa förändringar kan vara gensvar på allt segare växter, eller en utveckling för att minska insamlandet av mat och effektiviteten hos förädlingen.
Altirhinus var en av en rad långt utvecklade iguanodonter med nosar som breder ut sig i änden. Detta är fullt möjligt ett exempel av parallell evolution med hadrosauriderna, vilka är berömda för deras breda "anknäbbar". Dessa anpassningar är också parallella hos många nu levande växtätande däggdjur av olika härkomst. Moderna kor, hästar och trubbnoshörningar uppvisar alla breda nosar, och alla är betande djur. Växtätare betar ofta i höjd med marken, och om den utbredande nosen hos Altirhinus och andra närbesläktade arter var en adaptation för att beta kan detta också förklara motsvarande viktbärande anpassningar hos armarna hos derived iguanodonter för att kunna hålla huvudet nära marken.

### Näsvalvet
Det karaktäristiska näsvalvet hos Altirhinus formades huvudsakligen av näsbenen. En liknande struktur hos nosen kan ses hos den australiensiska släktingen Muttaburrasaurus. Man har föreslagit många olika funktioner hos näsvalvet. Det kan ha innehållit vävnad som kylt av blodet, förvarat vatten eller förhöjt luktsinnet. Alternativt kan det ha underlättat kommunikationen genom sång eller visuell uppvisning. Då man bara har funnit två kranier är det fullt möjligt att den välvda nosen bara fanns hos ett kön. Det kan då ha använts för sexuell uppvisning, liknande den hos dagens sjöelefanter.

## Illustrationer
- Illustration vid Dinosauricon